# 拉榭爾薩克管四重奏
拉榭爾薩克管四重奏(英文：Raschèr Saxophone Quartet)乃是由四位薩克管手所組成之專業組合，專長演奏近代及古典音樂。
自1969年成立至今，該四重奏一直定期於歐美各大音樂廳演出，地點包括卡內基大廳，紐約林肯中心，華盛頓甘迺迪表演藝術中心、巴黎巴士底歌劇院、倫敦皇家節慶音樂廳、科隆愛樂音樂廳、阿姆斯特丹王家音樂廳、柏林劇場、
跟大部分的四重奏組合一樣，該四重奏內含

## 外部連結
- 拉榭爾薩克管四重奏官方網站(英文及德文)